# Eupithecia likiangi
Eupithecia likiangi là một loài bướm đêm trong họ Geometridae.